# 서바르알가잘주

서바르알가잘 주의 위치

서바르알가잘주(영어: Western Bahr el Ghazal)는 남수단을 구성하는 10개 주 가운데 하나로, 남수단 북서부에 위치한다. 주도는 와우이며 인구는 1,467,870명(2006년 기준), 면적은 93,900km2이다.